# Aidomaggiore
Aidomaggiore es una localidad italiana de la provincia de Oristán, región de Cerdeña,  con 473 habitantes.

## Evolución demográfica
| Gráfica de evolución demográfica de Aidomaggiore entre 1861 y 2001 |
|                                                                    |
| Fuente ISTAT - elaboración gráfica de Wikipedia                    |